# Andricus caputmedusae
Andricus caputmedusae är en stekelart som först beskrevs av Hartig 1843.  Andricus caputmedusae ingår i släktet Andricus och familjen gallsteklar. Inga underarter finns listade i Catalogue of Life.